# Hans Martin Weingartner
Hans Martin Weingartner (geboren als Hans Martin Weingärtner 4. April 1929 in Heidelberg; gestorben 6. Mai 2014 in Nashville, Tennessee) war ein deutschamerikanischer Finanzwissenschaftler.

## Leben
Hans Martin Weingärtners Vater Jacob Weingärtner wurde nach den Novemberpogromen 1938 im Konzentrationslager Dachau inhaftiert. Der Familie gelang 1939 die Flucht in die USA, mit ihr sein älterer Bruder, der spätere Philosoph Rudolph Herbert Weingartner. Weingartner erhielt 1944 die US-amerikanische Staatsbürgerschaft. Er heiratete 1955 Joyce Trellis, sie haben vier Kinder.
Weingartner besuchte die Brooklyn Technical High School und 1944 das Queens College. Er wurde Soldat im Korea-Krieg und studierte danach an der University of Chicago und erhielt 1951 einen M.A. in Ökonomie. Danach arbeitete bis 1953 für das United States Department of Commerce in Washington. Er studierte dann wieder an der Carnegie Mellon University in Pittsburgh und wurde dort 1963 mit der Dissertation Mathematical programming and the analysis of capital budgeting problems promoviert.
Weingartner war als wissenschaftlicher Angestellter an der University of Rochester, am M.I.T. und an der University of Chicago beschäftigt. Im Jahr 1977 wurde er Professor of Finance an der Owen Graduate School of Management der Vanderbilt University, wo er 1998 emeritiert wurde. Er arbeitete daneben als Unternehmensberater im Finanzdienstleistungssektor.
Weingartner hatte 1985/86 die Präsidentschaft des Institute of Management Sciences inne. Er war außerdem Mitglied der American Economic Association, der American Finance Association und von 1967 bis 1973 Departement Editor für Finanzierung der Zeitschrift Management Science.

## Schriften (Auswahl)

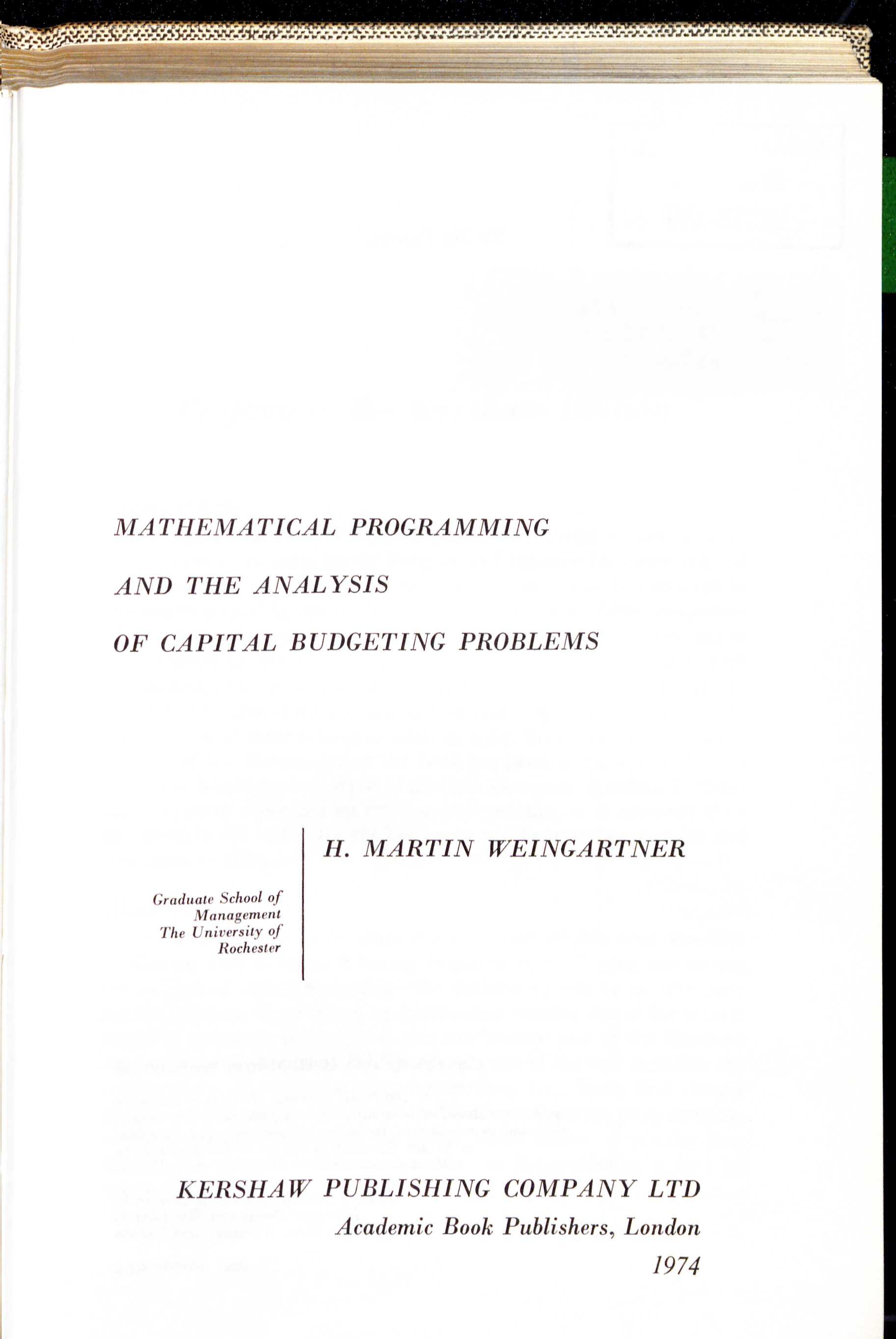
Mathematical programming (1963, 1974)

- Mathematical programming and the analysis of capital budgeting problems. Kershaw, London 1974, ISBN 901665-09-3. (Dissertation 1963)
- On the capital budgeting of interrelated projects. Cambridge – Mass 1965.
- Optimal Timing of Bond Refunding. In: Management Science. v13, n7, 1967, S. 511–524.
- mit Bezalel Gavish: How to Settle an Estate. In: Management Science. v39, n5, 1993, S. 588–601.